# 루이즈 이폴리트
루이즈 이폴리트(Louise Hippolyte, 1697년 11월 10일 ~ 1731년 12월 29일)은 모나코의 여공이다. 그녀는 클로딘과 함께 모나코를 통치한 단 두 명의 여성 중 한 명이었다.